# Sanabor
Sanabor este o localitate din comuna Vipava, Slovenia, cu o populație de 80 de locuitori.